# Кусков, Платон Александрович
Платон Александрович Кусков (6 [18] ноября 1834 — 15(28) августа 1909) — русский поэт, философ-гуманист, переводчик Шекспира.
Учился в Санкт-Петербургском коммерческом училище; в главном выкупном учреждении был представителем от министерства внутренних дел. Стихотворения Кускова впервые появились в 1854 в «Современнике», затем помещались в «Русском слове» (1859), «Времени» (1861), «Светоче» (1861) и других изданиях. Он перевёл шекспировского «Отелло» («Заря», 1870, № 4) и часть «Ромео и Юлии» (ib., 1870, № 10).
В прозе, помимо фельетонов и рецензий в «Голосе» (1863), Кусков напечатал: «Нечто о нравственном элементе в поэзии» («Светоч», 1861, № 5); «Литературная истерика» («Время», 1861, № 7); «Повесть об одном сумасшедшем поэте» (ib., 1861, № 5) и др.
В стихотворениях первого периода своей литературной деятельности Кусков является бесхитростным поэтом впечатления и, несмотря на недостаток ярких красок, умеет вызвать в читателе гармоничное впечатление. Эти стихотворения, вместе с некоторыми другими, написанными после долгого молчания, вошли в состав сборника «Наша жизнь» (СПб., 1889).